# EP1 receptor
Prostaglandinski E receptor 1 (podtip EP1) je prostaglandinski receptor. PTGER1 je njegov ljudski gen.
Ovaj protein je član familije G protein spregnutih receptora. On je jedan od četiri receptora identifikovana za prostaglandin E2 (PGE2).  proteini posreduju aktivnost ovog receptora putem sistema fosfatidilinozitol-kalcijum sekundarnog glasnika. Ispitivanja na nokaut miševima sugeriraju da ovaj receptor posreduje algeziju, i učestvuje u regulaciji krvnog pritiska. Studije na miševima takođe pokazuju da ovaj gen posreduje adrenokortikotropni hormonski respons na bakterijski endotoksin.

## Literatura
- Coleman RA, Smith WL, Narumiya S (1994). „International Union of Pharmacology classification of prostanoid receptors: properties, distribution, and structure of the receptors and their subtypes.”. Pharmacol. Rev. 46 (2): 205—29. PMID 7938166.
- Lee TY, Watanabe Y (1975). „A nonlinear regression model as applied to the comparison of axis-angles of electrocardiographic systems.”. Japanese heart journal. 16 (3): 243—56. PMID 1160156.
- Duncan AM; Anderson LL; Funk CD;  . (1995). „Chromosomal localization of the human prostanoid receptor gene family.”. Genomics. 25 (3): 740—2. PMID 7759114. doi:10.1016/0888-7543(95)80022-E.
- Funk CD; Furci L; FitzGerald GA;  . (1994). „Cloning and expression of a cDNA for the human prostaglandin E receptor EP1 subtype.”. J. Biol. Chem. 268 (35): 26767—72. PMID 8253813.
- Kurihara Y, Endo H, Kondo H (2001). „Induction of IL-6 via the EP3 subtype of prostaglandin E receptor in rat adjuvant-arthritic synovial cells.”. Inflamm. Res. 50 (1): 1—5. PMID 11235015. doi:10.1007/s000110050716.
- Kyveris A, Maruscak E, Senchyna M (2002). „Optimization of RNA isolation from human ocular tissues and analysis of prostanoid receptor mRNA expression using RT-PCR.”. Mol. Vis. 8: 51—8. PMID 11951086.
- Strausberg RL; Feingold EA; Grouse LH;  . (2003). „Generation and initial analysis of more than 15,000 full-length human and mouse cDNA sequences.”. Proc. Natl. Acad. Sci. U.S.A. 99 (26): 16899—903. PMC 139241 . PMID 12477932. doi:10.1073/pnas.242603899.
- Matsuoka Y; Furuyashiki T; Bito H;  . (2003). „Impaired adrenocorticotropic hormone response to bacterial endotoxin in mice deficient in prostaglandin E receptor EP1 and EP3 subtypes.”. Proc. Natl. Acad. Sci. U.S.A. 100 (7): 4132—7. PMC 153060 . PMID 12642666. doi:10.1073/pnas.0633341100.
- Richards JA, Brueggemeier RW (2003). „Prostaglandin E2 regulates aromatase activity and expression in human adipose stromal cells via two distinct receptor subtypes.”. J. Clin. Endocrinol. Metab. 88 (6): 2810—6. PMID 12788892. doi:10.1210/jc.2002-021475.
- Kitamura T; Itoh M; Noda T;  . (2004). „Combined effects of prostaglandin E receptor subtype EP1 and subtype EP4 antagonists on intestinal tumorigenesis in adenomatous polyposis coli gene knockout mice.”. Cancer Sci. 94 (7): 618—21. PMID 12841871. doi:10.1111/j.1349-7006.2003.tb01492.x.
- Moreland RB; Kim N; Nehra A;  . (2004). „Functional prostaglandin E (EP) receptors in human penile corpus cavernosum.”. Int. J. Impot. Res. 15 (5): 362—8. PMID 14562138. doi:10.1038/sj.ijir.3901042.
- Su JL; Shih JY; Yen ML;  . (2004). „Cyclooxygenase-2 induces EP1- and HER-2/Neu-dependent vascular endothelial growth factor-C up-regulation: a novel mechanism of lymphangiogenesis in lung adenocarcinoma.”. Cancer Res. 64 (2): 554—64. PMID 14744769. doi:10.1158/0008-5472.CAN-03-1301.
- Gerhard DS; Wagner L; Feingold EA;  . (2004). „The status, quality, and expansion of the NIH full-length cDNA project: the Mammalian Gene Collection (MGC).”. Genome Res. 14 (10B): 2121—7. PMC 528928 . PMID 15489334. doi:10.1101/gr.2596504.
- Han C, Wu T (2005). „Cyclooxygenase-2-derived prostaglandin E2 promotes human cholangiocarcinoma cell growth and invasion through EP1 receptor-mediated activation of the epidermal growth factor receptor and Akt.”. J. Biol. Chem. 280 (25): 24053—63. PMID 15855163. doi:10.1074/jbc.M500562200.
- Nicola C; Timoshenko AV; Dixon SJ;  . (2005). „EP1 receptor-mediated migration of the first trimester human extravillous trophoblast: the role of intracellular calcium and calpain.”. J. Clin. Endocrinol. Metab. 90 (8): 4736—46. PMID 15886234. doi:10.1210/jc.2005-0413.
- Han C, Michalopoulos GK, Wu T (2006). „Prostaglandin E2 receptor EP1 transactivates EGFR/MET receptor tyrosine kinases and enhances invasiveness in human hepatocellular carcinoma cells.”. J. Cell. Physiol. 207 (1): 261—70. PMID 16331686. doi:10.1002/jcp.20560.
- Durrenberger PF; Facer P; Casula MA;  . (2006). „Prostanoid receptor EP1 and Cox-2 in injured human nerves and a rat model of nerve injury: a time-course study.”. BMC neurology. 6: 1. PMC 1361784 . PMID 16393343. doi:10.1186/1471-2377-6-1.
- McGraw DW; Mihlbachler KA; Schwarb MR;  . (2006). „Airway smooth muscle prostaglandin-EP1 receptors directly modulate beta2-adrenergic receptors within a unique heterodimeric complex.”. J. Clin. Invest. 116 (5): 1400—9. PMC 1451203 . PMID 16670773. doi:10.1172/JCI25840.
- Horita H; Kuroda E; Hachisuga T;  . (2007). „Induction of prostaglandin E2 production by leukemia inhibitory factor promotes migration of first trimester extravillous trophoblast cell line, HTR-8/SVneo.”. Hum. Reprod. 22 (7): 1801—9. PMID 17525067. doi:10.1093/humrep/dem125.

## Spoljašnje veze
- „Prostanoid Receptors: EP1”. IUPHAR Database of Receptors and Ion Channels. International Union of Basic and Clinical Pharmacology. Архивирано из оригинала 03. 03. 2016. г.